# Philantomba monticola
Philantomba monticola або Блакитний дуїкер - це невеличка антилопа, що мешкає в Центральній, Південній та Східній Африці. Це найменший з-поміж видів дуїкерів. Виявлено 12 підвидів.

## Таксономія

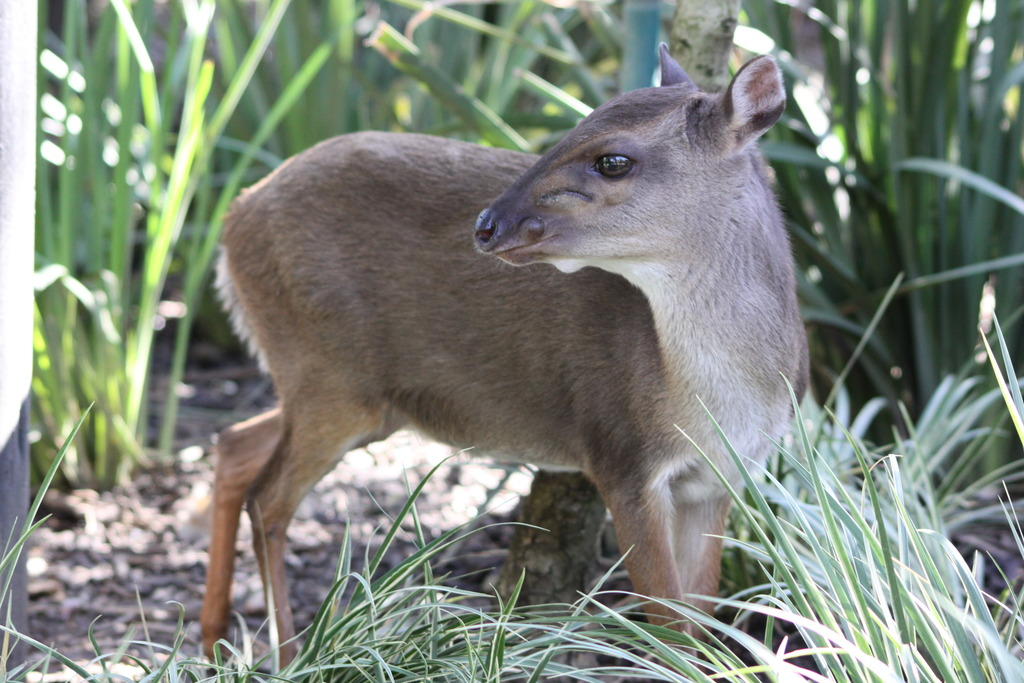
Блакитний дуїкер

|  | Блакитний дуїкер (P. monticola)                                                                 |
|  |                                                                                                 |
|  | \| \| Дуїкер Максвелла (P. maxwelli) \| \| \| \| \| \| Дуїкер Вальтера (P. walteri) \| \| \| \| |
|  |                                                                                                 |
|  | Дуїкер Максвелла (P. maxwelli)                                                                  |
|  |                                                                                                 |
|  | Дуїкер Вальтера (P. walteri)                                                                    |
|  |                                                                                                 |

|  | Дуїкер Максвелла (P. maxwelli) |
|  |                                |
|  | Дуїкер Вальтера (P. walteri)   |
|  |                                |

|  | Блакитний дуїкер (P. monticola)                                                                 |
|  |                                                                                                 |
|  | \| \| Дуїкер Максвелла (P. maxwelli) \| \| \| \| \| \| Дуїкер Вальтера (P. walteri) \| \| \| \| |
|  |                                                                                                 |
|  | Дуїкер Максвелла (P. maxwelli)                                                                  |
|  |                                                                                                 |
|  | Дуїкер Вальтера (P. walteri)                                                                    |
|  |                                                                                                 |

|  | Дуїкер Максвелла (P. maxwelli) |
|  |                                |
|  | Дуїкер Вальтера (P. walteri)   |
|  |                                |

Блакитний дуїкер належить до роду Philantomba разом з дуїкером Максвелла (P. maxwellii) і дуїкером Вальтера (P. walteri), а також до родини Bovidae Вперше вид був описаний шведським натуралістом Карлом Петером Тунбергом в 1789 році. Цей вид ще іноді відносили до роду Cephalophus, , а не до Philantomba. Деякі дослідники вважали дуїкерів Максвелла як підвид блакитних дуїкерів.
В 2012 році на основі матоходріальних досліджень була створена кладограма підродини Cephalophinae (дуїкер), яка включає в себе три роди: Cephalophus, Philantomba і Sylvicapra. Рід Philantomba виявився монофілітичним. Він є сестриським до решти підродини, від якого він відділився біля 8,73 мільйонів років тому (в пізньому міоцені). Блакитний дуїкер віддалився від дуїкера Максвелла від 2,68 до 5,31 мільйонів років назад. Ця кладограма, однак, не включала недавно відкритого дуїкера Вальтера. Були проведені доповнення кладограми, які визначили його місце.

### Підвиди
Виділялося до 16 підвидів блакитного дуїкера. В 1997 році, Джонатан Кінгдон виділив сім основних популяцій. В 2001, Гровс і Грабб виділили наступні підвиди, розділивши їх на дві групи на основі їх географічного поширення і кольору шерсті:
Сіроногі, або північні підвиди

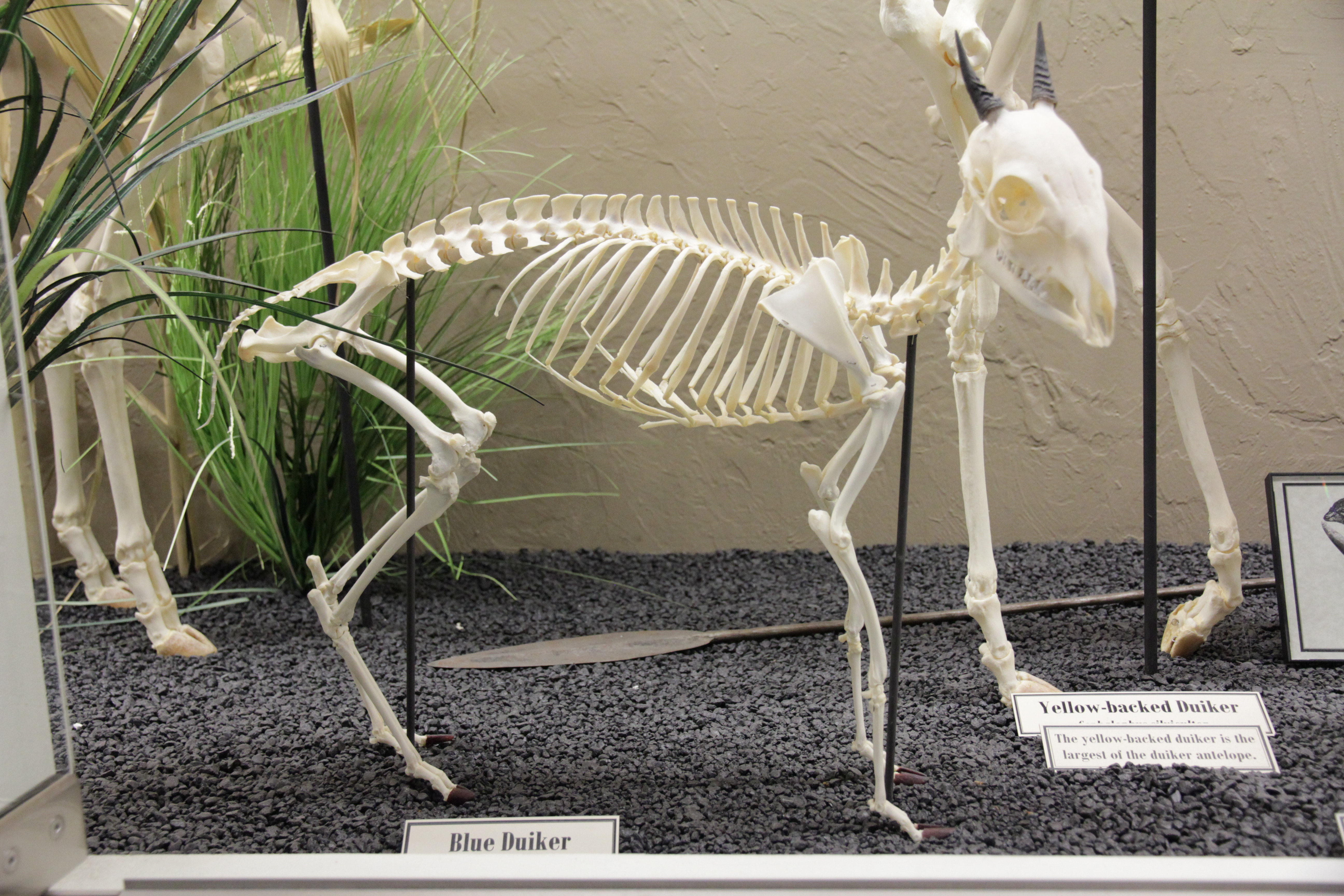
Скелет блакитного дуїкера (Музей остеології)

- Скелет блакитного дуїкера (Музей остеології)P. m. aequatorialis (Matschie, 1892) – Поширений на території від річки Конго на заході до річки Ніл на сході, на території ДР Конго і Уганди. Також живе на південному сході від гір Іматонг (Південний Судан).
- P. m. congicus (Lönnberg, 1908) – Поширений на схід від річки Крос, від річки Убангі до річки Конго і міста Лісала (ДР Конго). Поширений також на північ від Конго, в Камеруні і Габоні.
- P. m. lugens (Thomas, 1898) – Поширений від Південного Нагір'я в Танзанії до кордону з Малаві, хоча може бути присутнім і на Плато Ньїка в північному Малаві.
- P. m. melanorheus (Gray, 1846) – Знайдений в Біоко, Екваторіальна Гвінея.
- P. m. musculoides (Heller, 1913) – Знайдений в лісах східної Уганди і Кенії. Поширений на схід від Східно-Африканського рифту.
- P. m. sundevalli (Fitzinger, 1869) – Знайдений на східноафриканському узбережжі, та на островах Мафія, Пемба і Занзібар.

Рудоногі, або південні підвиди
- P. m. anchietae (Bocage, 1879) – Знайдений в північній Анголі.
- P. m. bicolor (Gray, 1863) – Поширений від Занзібару до регіону Квазулу-Наталь в ПАР.
- P. m. defriesi (W. Rothschild, 1904) – Знайдений на заході від гір Мучинга (Замбія).
- P. m. hecki (Matschie, 1897) – Зустрічається в Малаві, на схід від долини річки Луангва (Замбія) та в північному Мозамбіку.
- P. m. monticola (Thunberg, 1789) – Зустрічається в південноафриканських Східнокапській and Західнокапській провінціях.
- P. m. simpsoni (Thomas, 1910) – Зустрічається в межиріччі нижньої течії річки Конго та його притоки Касаї.

## Опис

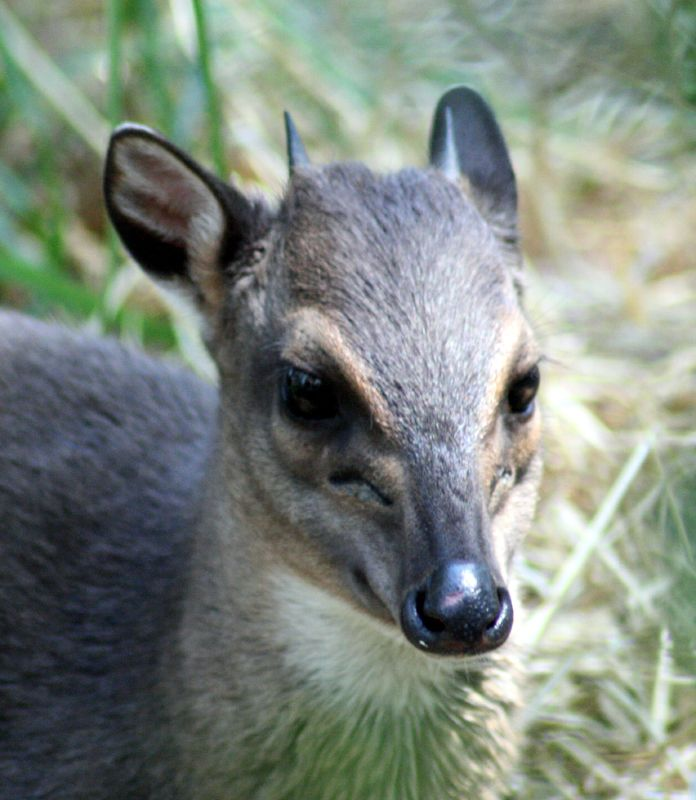
Голова блакитного дуїкера

Блакитний дуїкер - це найменший з-поміж видів дуїкерів. Довжина тіла (разом з головою) складає від 55 до 90 см, висотою в плечах він 32-41 см, важить 3,5–9 кг. З усіх підвидів найбільшим є P. m. anchietae. Виду притаманний статевий диморфізм; самки трохи більші за самців. Блакитний дуїкер має плаский лоб, великі очі, малі вуха з білою смужкою, великі ніздрі, широкий лоб і рухливі губи. Темний хвіст трохи довший за 10 см; на хвості є ряд білих хвилястих волосин. Вони добре відбивають світло в темряві і дуїкери використовують його для комунікації. Дуїкер має короткі, шпильчасті роги довжиною близько 5 см, навколо яких є пасмо шерсті. Передочні залози виділяють непрозору рідину, в якій містяться до 45 летких сполук. Ці виділення, а також білі їдкі виділення педальних залоз (розташованих біля копит) самці дуїкерів використовують для мічення території.
Підвиди сильно різняться за забарвленням. Колір може різнитися від рудого до майже чорного, від сірого до коричневого.
Блакитний дуїкер надзвичайно схожий на дуїкера Максвелла. Однак останній майже в два рази більший і важчий, з великим черепом. Тоді як дуїкер Максвелла майже однорідного кольору, блакитний дуїкер помітно двокольоровий. Ще одна відмінність-педальна залоза над копитом, у блакитного дуїкера вона менша.

## Екологія і поведінка
Блакитний дуїкер активний і вдень і вночі. Полохливий і обережний, блакитний дуйкер живе на окраїнах лісу. Територіальний; тварини утворюють пари, займають території розміром 0,4-0,8 га та мітять їх виділеннями передочної залози. Доросла тварина може видавати звуки, схожі на цвірікання, що позначатимуть зацікавленість. При небезпеці може видавати звуки, схожі на котяче нявчяння; самка, яка не хоче спарюватись свистом відганяє самця.

### Дієта

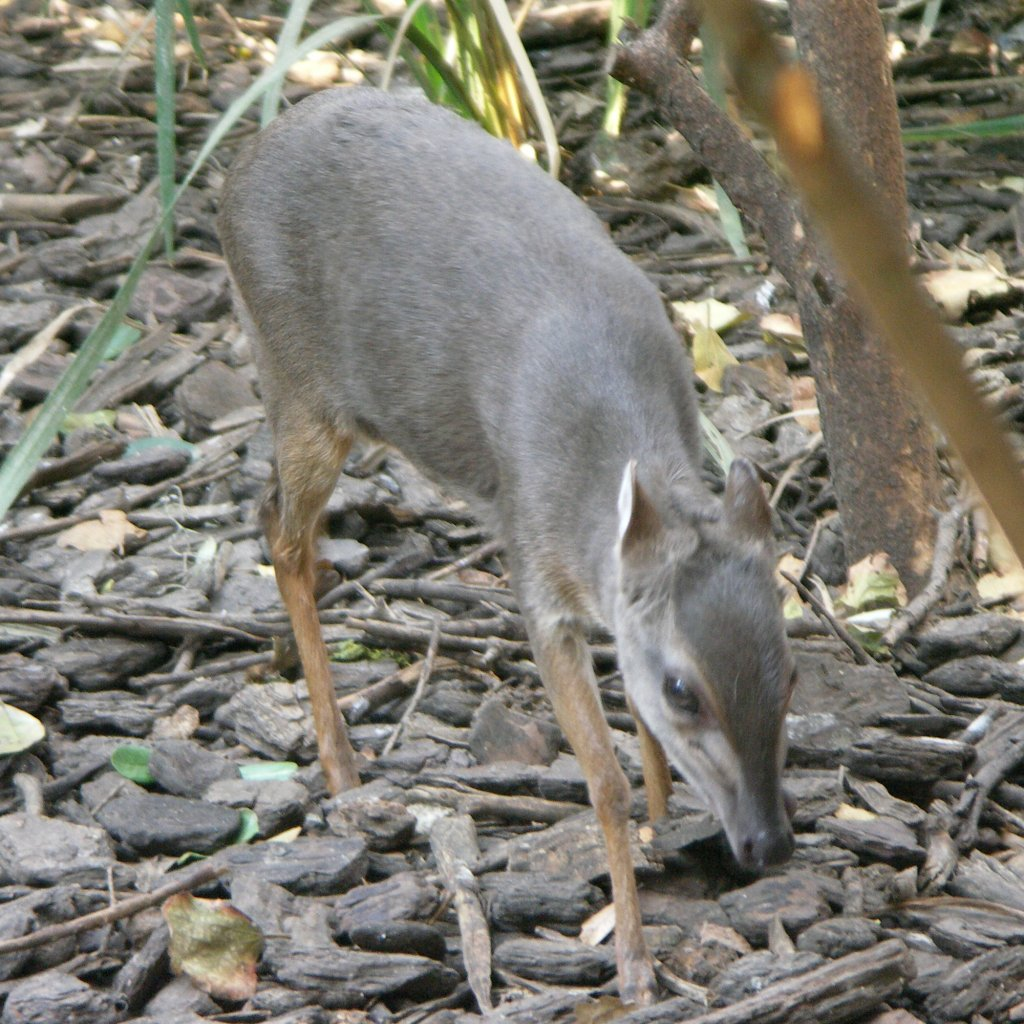
Блакитний дуїкер харчується палими фруктами і листям.

Блакитний дуїкер харчується палими плодами, листям, квітами та корою. Гриби, смоли, зокрема смоли рослин  Albizia  та речовини тваринного походження, такі як мурахи (яких злизують із землі) також можуть бути включені в раціон. Блакитний дуїкер може перетравлювати мертве листя краще, ніж інші види дуїкерів. У дослідженні 1990 року було проаналізовано вміст шлунків 12 дуїкерів, і визначено, що листя дводольних рослин складало 70%, тоді як плоди та насіння—23%. Однак інші дослідження показували перевагу фруктів: так дослідження 2001 року на основі вмісту 18 шлунків показало, що майже три чверті вмісту складали плоди, 15%- пагони, а насіння і гриби- по 5%.

### Розмноження
Рік, коли особини набувають статевої зрілості різниться в залежності від дослідження. Вільсон зауважив, що самки дозрівають у віці 13 місяців, а мінімальний вік виявився восьмимісячним. Він зазначив, що самці дозрівають довше, від 11 до 14 місяців. Вид моногамний, причому пари залишаються разом протягом усього року. Тривалість вагітності оцінюється від чотирьох до семи місяців. Народжуються блакитні дуїкери протягом всього року,, хоча рівень народжуваності може падати в посушливий сезон. Теля може почати рухатися самостійно протягом 20 хвилин після народження і вигодовується тричі на день. Більшість часу він тримається в схованці. Інтервали годування стають нерегулярними до відлучення, яке відбувається через 2,5-3 місяці. Самці час від часу відвідують своїх партнерів, хоча вони зникають приблизно на місяць після народження теляти, щоб, ймовірно, захистити теля. Післяпологова тічка відбувається через три-п’ять днів після народження.

## Екологія і поширення
Мешкає в різноманітних лісах: як в пралісах, так і у вторинних і галерейних лісах. Їх також можна знайти в анклавах деградованих та відновлених лісів на висотах від рівня моря до 3000 м. Цього дуїкера можна знайти в багатьох країнах Західної, Південної та Східної Африки: в Анголі, Камеруні, ЦАР, ДР Конго, Екваторіальній Гвінеї, Габоні, Кенії, Малаві, Мозамбіку, Нігерії, Руанді, ПАР, Південному Судані, Танзанії, Уганді, Замбії та Зімбабве.

## Загрози і збереження
Блакитний дуїкер МСОП віднесений до категорії видів, що викликають найменше занепокоєння. Він вказаний у Додатку II конвенції СІТЕС. Хоча популяційна тенденція досить стабільна, блакитному дуїкеру загрожує екстенсивне полювання на бушміт по всьому ареалу проживання. Уілсон стверджував, що блакитний дуїкер має найбільше економічне, а також екологічне значення серед усіх африканських копитних. М'ясо блакитного дуйкера є важливим джерелом білку. Однак блакитний дуйкер може вижити, незважаючи на втручання людини в його середовище проживання.